# 非整倍體
非整倍體（Aneuploidy）是指細胞的染色體數目發生非整倍變化的情況。比如正常情況下應擁有46條染色體的人類體細胞的染色體變成了45或47條。需要注意的是，非整倍體與發生染色體整倍增加或減少的情形不同，後者被稱爲「整倍體」（euploidy）。非整倍體中的一條染色體的丟失或一條額外染色體的出現是遺傳病的主要誘因之一。一些癌細胞亦爲非整倍體。非整倍體於細胞分裂中發生，一對染色體沒分開，並都分入了一個子細胞中。
不同的物種通常擁有不同的染色體數目，「非整倍體」和「多倍體」都是相比正常的同物種個體而言的。
平均每160個活嬰中就有一人染色體異常。除去性染色體異常，大部分的非整倍體胚胎致死。最普遍的常染色體數目異常發生於21號、18號，以及13號染色體。